# Pasterz Hermasa

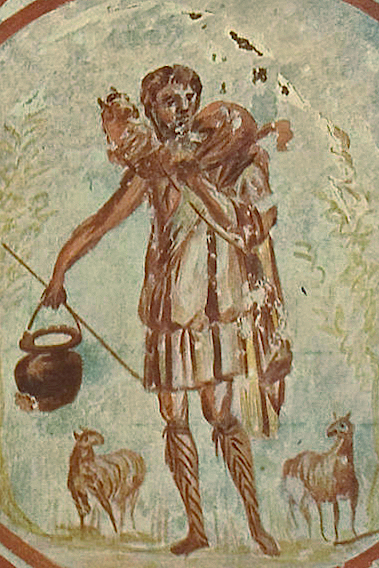
Chrystus jako dobry pasterz. Malowidło w katakumbach świętego Kaliksta z III w. n.e.

Pasterz Hermasa (gr.: Ποιμὴν τοῦ Ἑρμᾶ, łac.: Pastor Hermae) – apokryficzne dzieło literackie napisane w języku greckim, powstałe w środowisku rzymskim pomiędzy 140 a 150 r., pouczające o pokucie w związku z oczekiwanym końcem świata. Posiada cechy właściwe apokalipsom: anioł objawienia, oczekiwanie paruzji. Według Kanonu Muratoriego, jego autorem był Hermas, brat Piusa I. Ireneusz z Lyonu, Tertulian, Klemens z Aleksandrii i Orygenes uważali, że Pasterz powinien być uznawany za księgę kanoniczną.

## Autor
Hermas urodził się jako niewolnik. Później został sprzedany rzymskiej chrześcijance o imieniu Rhode, która go wyzwoliła i prawdopodobnie dzięki niej stał się on chrześcijaninem. Zajmował się kupiectwem i rolnictwem, dochodząc do znacznego majątku. Jego żona była kobietą kłótliwą, a dzieci podczas prześladowań zaparły się wiary chrześcijańskiej. Ponadto władze rzymskie skonfiskowały cały jego majątek. Te przykre doświadczenia życiowe zbliżyły go do Boga i popchnęły ku mistyce.
Szukając usprawiedliwienia czynu swoich dzieci, otrzymał serię widzeń, z których wynikało, iż odstępcy od Chrystusa mają szansę powrotu na łono Kościoła i odpuszczenia grzechów. Był on jednym z „proroków-charyzmatyków” (znanych z Didache), a niektóre elementy jego dzieła, np. angelologia, wskazują na tło judeochrześcijańskie, mimo typowo hellenistycznej formy literackiej.

## Dzieło
Pasterz składa się z 5 Wizji, 12 Poleceń („Przykazań”) i 10 Paraboli („Podobieństw”). Są to pouczenia o pokucie w związku z oczekiwanym końcem świata. Hermas twierdzi, że opisane w dziele widzenia otrzymał od wysłannika Boga, którego określił mianem Pasterza (stąd nazwa księgi). Można się domyślać, że Pasterzem owym jest Chrystus. Widzenia te dotyczyły głównie kwestii odpuszczenia grzechów i pokuty za odstępstwo od wiary.
W pierwszych czterech Wizjach Hermas ogląda Kościół – jako matronę, wzywającą go, aby zaczął nawoływać do pokuty, na którą nadszedł już czas. W Wizji trzeciej oglądamy budowę wieży-Kościoła, do której używa się tylko kamieni ciosanych, t j. chrześcijan, którzy poddali się pokucie. Piąta Wizja jest przejściem do drugiej części, w której pouczeń udziela anioł objawienia w postaci pasterza. „Polecenia” i pięć Parabol podają zarys nauki o moralności. Następne Parabole znów dotyczą problemu pokuty. Pokuta jednorazowa po chrzcie, dostępna dla wszystkich grzeszników, wymaga zadośćuczynienia i zmiany życia. Autor podkreślił konieczność chrztu do zbawienia.

### Cytaty

#### Wskazanie na Syna Bożego
- Przede wszystkim wierz, że jest jeden Bóg, który wszystko stworzył i urządził i z nicości do istnienia powołał wszystko i wszystko ogarnia, a sam jest nieogarniony. A zatem Jemu wierz i Jego się bój („Polecenie” I, w: Pisma Ojców Kościoła, I, 316).
- Człowiek jest martwy póki nie nosi imienia Syna Bożego. Odbierając zaś pieczęć składa śmiertelność i przywdziewa życie („Podobieństwo” X, 16,3-4).

#### Wezwania do pokuty
- Powinno się przecie przyjąć tego, który zgrzeszył a czyni pokutę... Jeśli kto trwa w takich uczynkach i nie pokutuje, stroń od niego („Przykazanie” IV, 1,8-9).
- Wyłącznie dla powołanych, przed nastaniem czasu obecnego, Pan ustanowił pokutę... Zmiłował się nad swym stworzeniem i taką ustanowił pokutę, i mnie ...dał władzę... Po owym powołaniu wielkim i świętym, jeśli się ktokolwiek da diabłu skusić do grzechu, jeden raz tylko będzie mógł czynić pokutę. Jeśli zaś zaraz potem znowu grzeszy i znowu pokutuje, na nic się to nie przyda takiemu człowiekowi ("Przykazanie" IV, 3,4-6).
- Którzy z całego serca pokutować będą i oczyszczą się ze swych niegodziwości... i już nowych grzechów nie przydadzą do dawniejszych, tych Pan uzdrowi z dawnych grzechów („Podobieństwo” VIII, 11,3).

### Podsumowanie
Pasterz jest cennym dokumentem o życiu chrześcijańskim w drugim pokoleniu wiernych. Widać pozostałości i naleciałości judeochrześcijańskie, szczególnie w nauce o małżeństwie („Przykazanie” IV), różne źródła doktryny o cnocie, występującej w zabarwieniu stoickim, pitagorejskim, cynickim, oraz wiele problemów życia codziennego.
Obok problematyki soteriologicznej podjął w nim Hermas próbę połączenia ze sobą różnych, często sprzecznych, poglądów chrystologicznych. Był on pierwszym, który dostrzegł konieczność opracowania zwartej chrystologii oraz systematycznego omówienia relacji zachodzących pomiędzy Ojcem, Synem i Duchem Świętym. Ale jego nauka chrystologiczna była daleka od dogmatów chrystologicznych uchwalonych w IV i V wieku; twierdzi np., że Chrystus jest adoptowanym synem Bożym, natomiast Syn Boży to Duch Św. objawiony w ciele (Parab. V,6,5 oraz IX, 1, 1).